# Bevægelsen for rettigheder og friheder
Bevægelsen for rettigheder og friheder (bulgarsk: Движение за права и свободи, DPS) er et bulgarsk politisk parti. Normalt beskrives partiet som et parti for landets tyrkiske mindretal, omend partiet selv beskriver sig som liberalt og er en del af Liberal International. 
Partiet blev grundlagt i 1990 med Ahmed Doğan som en ledende person de første mange år. Han er i dag (2020) ærespræsident for partiet. Nuværende (2020) leder er Mustafa Karadaj. 
| Politisk parti | Spire Denne artikel om et politisk parti eller gruppe er en spire som bør udbygges. Du er velkommen til at hjælpe Wikipedia ved at udvide den. |